# Rodolfo Terlizzi
Rodolfo Angiolo Giuseppe Antonio Terlizzi (ur. 17 października 1896 we Florencji, zm. 11 lipca 1971 tamże) – włoski florecista, dwukrotny medalista olimpijski oraz mistrz świata.
Na igrzyskach olimpijskich w Antwerpii w 1920 roku wspólnie z Tommaso Costantino, Aldo Nadim, Nedo Nadim, Abelardo Olivierem, Oreste Pulitim, Pietro Speciale i Baldo Baldim zdobył złoty medal we florecie drużynowym. W rywalizacji indywidualnej odpadł w pierwszej rundzie. Brał też udział w igrzyskach olimpijskich w Los Angeles w 1932 roku, gdzie Włosi w składzie: Giulio Gaudini, Gioacchino Guaragna, Gustavo Marzi, Ugo Pignotti, Rodolfo Terlizzi i Giorgio Pessina zdobyli srebro we florecie drużynowym. Indywidualnie tym razem nie startował.
Podczas mistrzostw świata w Liège w 1930 roku (oficjalnie imprezy tego cyklu rozgrywane są pod tą nazwą od 1937) razem z Giulio Gaudinim, Gioacchino Guaragną, Gustavo Marzim, Ugo Pignottim i Saverio Ragno zdobył złoto we florecie drużynowym. Był też między innymi szósty w turnieju indywidualnym na mistrzostwach świata w Vichy (1927).